# Clapp's Favourite
De Clapp's Favourite is een algemeen voorkomende handpeer die in 1860 door Th. Clapp uit Dorchester (Massachusetts) uit zaad is opgekweekt.
De grote en gelijkmatig gevormde vruchten zijn licht geelgroen en hebben aan de zonzijde helder rode kleuren. Rijpe peren zijn geel gekleurd. De Clapp's Favourite heeft saprijk, zoet wit vruchtvlees en weinig aroma.
De gebruikstijd van deze peren is in de maanden augustus en september. Veel voorkomende variëteiten als de Conference en de Doyenné du Comice zijn dan vaak nog niet verkrijgbaar.

## Kenmerken
Clapp's Favourite bomen kennen een sterke groei. De perenbomen zijn nogal breed en hebben zijtakken met een sterke neiging tot hangen. Ze kunnen als hoogstam en als laagstam worden geteeld.
De Clapp's Favourite is vatbaar voor schurft. Door het toepassen van ziektebestrijding kunnen de bomen echter gezond worden gehouden.